# رامش صفایی
رامش صفایی (۹ فروردین ۱۳۵۴، کالیفرنیا) بازیگر سینما و تلویزیون ایران است.

## فیلمشناسی

### سینما
- زنان ونوسی مردان مریخی (کاظم راست‌گفتار ۱۳۸۹)
- کوچولوی خوش‌شانس (بابک نوری ۱۳۸۳)
- بله برون (داوود موثقی ۱۳۸۲)
- عزیزم من کوک نیستم (محمدرضا هنرمند، ۱۳۸۰)
- بدل (مسعود آب‌پرور، ۱۳۷۲)

### تلویزیون
- غریبانه (مجموعه تلویزیونی) (قاسم جعفری)
- آب نبات چوبی (اسماعیل فلاح پور)
- راه شب (فیلم تلویزیونی) (داریوش فرهنگ، ۱۳۸۵)
- داوطلب (مسعود تکاور)
- فرصت‌های فردا، بی صلاح، قرار ما این نبود (منوچهر هادی)
- شاید برای شما هم اتفاق بیفتد (مسعود رشیدی)
- معما (مجموعه تلویزیونی) (رضا آهنج)
- قصه‌های من و پوتی (حمید قدکچیان)
- موهای مشکی (جلال موًذنی)